# Лайт-Оук (Північна Кароліна)
Лайт-Оук (англ. Light Oak) — переписна місцевість (CDP) в США, в окрузі Клівленд штату Північна Кароліна. Населення — 697 осіб (2020).

## Географія
Лайт-Оук розташований за координатами 35°17′12″ пн. ш. 81°28′39″ зх. д. / 35.28667° пн. ш. 81.47750° зх. д. (35.286693, -81.477388).  За даними Бюро перепису населення США в 2010 році переписна місцевість мала площу 3,72 км², уся площа — суходіл.

## Демографія
Згідно з переписом 2010 року, у переписній місцевості мешкала 691 особа в 281 домогосподарстві у складі 191 родини. Густота населення становила 186 осіб/км².  Було 334 помешкання (90/км²).
Расовий склад населення:
| - 73,2 % — чорних або афроамериканців - 26,2 % — білих - 0,3 % — корінних американців |

До двох чи більше рас належало 0,0 %. Частка іспаномовних становила 1,9 % від усіх жителів.
За віковим діапазоном населення розподілялося таким чином: 19,2 % — особи молодші 18 років, 61,8 % — особи у віці 18—64 років, 19,0 % — особи у віці 65 років та старші. Медіана віку мешканця становила 45,9 року. На 100 осіб жіночої статі у переписній місцевості припадало 103,8 чоловіків;  на 100 жінок у віці від 18 років та старших — 95,1 чоловіків також старших 18 років.
Середній дохід на одне домашнє господарство  становив 34 662 долари США (медіана — 30 721), а середній дохід на одну сім'ю — 40 026 доларів (медіана — 38 182). Медіана доходів становила 32 292 долари для чоловіків та 21 921 долар для жінок. За межею бідності перебувало 22,4 % осіб, у тому числі 41,0 % дітей у віці до 18 років та 21,3 % осіб у віці 65 років та старших.
Цивільне працевлаштоване населення становило 231 особа. Основні галузі зайнятості: виробництво — 35,9 %, освіта, охорона здоров'я та соціальна допомога — 27,7 %, будівництво — 8,2 %, роздрібна торгівля — 7,4 %.